# Arthur (serie animata)
Arthur è una serie animata televisiva statunitense basata sui libri di Marc Brown, andata in onda dal 7 ottobre 1996 al 21 febbraio 2022.
In Italia, la Mediaset ne ha mantenuto i diritti di distribuzione e doveva mandarla in onda su Italia 1 negli anni 2000. Tuttavia, la serie, nonostante sia stata doppiata, è rimasta ancora inedita. 
Fu la serie animata per bambini più longeva della storia, fino a quando non è stata superata da Spongebob nel 2025.

## Doppiaggio
| Personaggio             | Doppiatore originale | Doppiatore italiano (serie mai trasmessa) |
| ----------------------- | -------------------- | ----------------------------------------- |
| Arthur Read             | Michael Yarmush      | Simone D'Andrea                           |
| Marilù (Dora) Read      | Michael Caloz        | Federica Valenti                          |
| Mamma Janet Read        | Sonja Ball           | Dania Cericola                            |
| Papà Read               |                      | Pino Pirovano                             |
| Kate Read               | Tracy Braunstein     | Anna Maria Tulli                          |
| Nonna Thora Read        | Joanna Noyes         | Tullia Piredda                            |
| Nonno Dave Read         | Bruce Dinsmore       | Antonio Paiola                            |
| Zio Bud                 |                      | Cesare Rasini                             |
| Zia Loretta             |                      | Manuela Scaglione                         |
| Cugina Cleo (Mo)        |                      | Emanuela Pacotto                          |
| Cugino Ricky            |                      | Milena Hirsch                             |
| Cugina Lucy             |                      | Adriana Libretti                          |
| Cugino George           | Evan Smirnow         | Tosawi Piovani                            |
| Zio Sean                |                      | Antonello Governale                       |
| Zia Bonnie              |                      | Luisa Ziliotto                            |
| Bisnonna Mary Jane      |                      | Caterina Rochira                          |
| Cugina Cora             |                      | Adriana Libretti                          |
| Zia Lucy                |                      | Milena Albieri                            |
| Buster Baxter           | Danny Brochu         | Irene Scalzo                              |
| Bitzi                   |                      | Rosalba Bongiovanni                       |
| Francine Frensky        | Jodie Resther        | Roberta Gallina Laurenti                  |
| Oliver                  |                      | Cesare Rasini                             |
| Laverne                 |                      | Patrizia Scianca                          |
| Catherine               |                      | Maddalena Vadacca                         |
| Muffy Crosswire         | Melissa Altro        | Anna Bonel                                |
| Ed                      |                      | Gianni Gaude                              |
| Millicent               |                      | Manuela Scaglione                         |
| Brunella (Prunella)     | Tammy Kozlov         | Alessandra Karpoff                        |
| Ribella                 |                      | Enza Petrone                              |
| Alan "Brain" Powers     | Lou Reid             | Elisabetta Cesone                         |
| Madre di Brian          |                      | Monica Pariante                           |
| Sue Ellen Armstrong     | Patricia Rodríguez   | Anna Maria Tulli                          |
| Binky Barnes            | Bruce Dinsmore       | Francesco Orlando                         |
| Fern                    |                      | Laura Brambilla                           |
| Emily                   | Sally Isherwood      | Manuela Scaglione                         |
| Nadine                  |                      | Emanuela Pacotto                          |
| Timmy Tibble            |                      | Cinzia Massironi                          |
| Tommy Tibble            |                      | Patrizia Scianca                          |
| Sig. Ra Tibble          |                      | Caterina Rochira                          |
| Butch                   |                      | Nicola Bartolini Carrassi                 |
| Fletcher                |                      | Maura Marenghi                            |
| Spike                   |                      | Flavio Arras                              |
| Molly                   |                      | Cinzia Massironi                          |
| Ratte                   |                      | Flavio Arras                              |
| Kiefer                  |                      | Ryan Carrassi                             |
| Nigel Ratburn           | Arthur Holden        | Oliviero Corbetta                         |
| Rodentia                |                      | Patrizia Salmoiraghi                      |
| Honey                   |                      | Marco Pagani                              |
| Signor Marco            |                      | Gianni Gaude                              |
| Maesto Di Prima         |                      | Gianni Gaude                              |
| Sig. Ra Fink            |                      | Maura Marenghi                            |
| Sig. Ra Dolcecuore      |                      | Loredana Alfieri                          |
| Sig. Ra Morgan          |                      | Maddalena Vadacca                         |
| Sig. Ra Krasny          |                      | Barbara Corradini                         |
| Sig. Ra Grimslead       |                      | Lorella De Luca                           |
| Sig. Bumpus             |                      | Alessandro D'Errico                       |
| Sig. Ra MacGrady        |                      | Milena Hirsch                             |
| Sig. Morris             |                      | Alessandro D'Errico                       |
| Coniglio Bionico        |                      | Cesare Rasini                             |
| Jack                    |                      | Riccardo Peroni                           |
| Clown                   |                      | Antonello Governale                       |
| Altoparlante Supermerc. |                      | Riccardo Peroni                           |
| Chico Gracchi           |                      | Raffaele La Tagliata                      |
| Ed                      |                      | Sergio Romanò                             |
| Guardie Louvre          |                      | Alessandro Maria D'Errico                 |
| Dottoressa Iris         |                      | Loredana Alfieri                          |
| Flossie                 |                      | Monica Pariante                           |
| Bagnina                 |                      | Maura Marenghi                            |
| Becky                   |                      | Maddalena Vadacca                         |
| Ruth                    |                      | Loredana Alfieri                          |
| Sig. Ra Wood            |                      | Monica Pariante                           |
| Sig. Ra Turner          |                      | Giuliana Nanni                            |
| Sig. Ra Tingley         |                      | Loredana Alfieri                          |
| Jack Prewtsky           |                      | Orlando Mezzabotta                        |